# Associazione Calcio Venezia 2002-2003
Questa pagina raccoglie le informazioni riguardanti l'Associazione Calcio Venezia nelle competizioni ufficiali della stagione 2002-2003.

## Stagione
Nella stagione 2002-2003 il Venezia dopo la retrocessione, disputa il campionato di Serie B, raccoglie 48 punti con il tredicesimo posto. Il dopo Zamparini inizia con Gianfranco Bellotto sulla panchina degli arancioneroverdi. I lagunari disputano un torneo di media classifica, al termine del girone di andata il Venezia ha 21 punti, appena sopra la zona pericolosa. Nel girone di ritorno fanno meglio, raccogliendo 27 punti e mettendosi al riparo da sorprese. Paolo Poggi ed Enrico Fantini con 8 reti, sono i migliori realizzatori della stagione. Nella Coppa Italia il Venezia disputa il secondo girone di qualificazione, che ha promosso il Vicenza al secondo turno.

## Rosa
| N. |                     | Ruolo | Calciatore         |
| -- | ------------------- | ----- | ------------------ |
| 1  | Italia (bandiera)   | P     | Giorgio Frezzolini |
| 2  | Italia (bandiera)   | C     | Massimo Malerba    |
| 3  | Italia (bandiera)   | D     | Stefano Bettarini  |
| 3  | Nigeria (bandiera)  | A     | Kenneth Zeigbo     |
| 4  | Italia (bandiera)   | C     | Fabio Firmani      |
| 5  | Paraguay (bandiera) | D     | Rubén Maldonado    |
| 6  | Italia (bandiera)   | D     | Alessandro Calori  |
| 7  | Italia (bandiera)   | A     | Ciro Ginestra      |
| 7  | Italia (bandiera)   | P     | Salvatore Soviero  |
| 8  | Italia (bandiera)   | D     | Mauro Bianchi      |
| 8  | Croazia (bandiera)  | D     | Dražen Brnčić      |
| 9  | Italia (bandiera)   | A     | Enrico Fantini     |
| 10 | Italia (bandiera)   | C     | Alessandro Manetti |
| 11 | Italia (bandiera)   | C     | Alessandro Sturba  |
| 11 | Francia (bandiera)  | A     | Christophe Sanchez |
| 12 | Italia (bandiera)   | P     | Gianni Careri      |
| 12 | Italia (bandiera)   | P     | Alberto Masiero    |
| 13 | Italia (bandiera)   | C     | Rosario La Marca   |
| 13 | Italia (bandiera)   | D     | Andrea Villotta    |
| 14 | Italia (bandiera)   | D     | Giovanni Orfei     |
| 15 | Italia (bandiera)   | C     | Fabio Marino       |
| 16 | Italia (bandiera)   | C     | Daniele Amerini    |

| N. |                       | Ruolo | Calciatore            |
| -- | --------------------- | ----- | --------------------- |
| 17 | Italia (bandiera)     | P     | Francesco Benussi     |
| 8  | Brasile (bandiera)    | C     | Anderson              |
| 18 | Italia (bandiera)     | A     | Gaetano Mancino       |
| 19 | Croazia (bandiera)    | A     | Igor Budan            |
| 20 | Svezia (bandiera)     | C     | Daniel Andersson      |
| 20 | Croazia (bandiera)    | C     | Tomislav Rukavina     |
| 21 | Italia (bandiera)     | D     | Giancarlo Cinetto     |
| 22 | Italia (bandiera)     | A     | Cristian Bertani      |
| 22 | Brasile (bandiera)    | C     | Mancini               |
| 23 | Italia (bandiera)     | D     | Jacopo Dei Rossi      |
| 23 | Ghana (bandiera)      | D     | Mohammed Gargo        |
| 25 | Italia (bandiera)     | C     | Maurizio Rossi        |
| 26 | Italia (bandiera)     | D     | Cristian Adami        |
| 27 | Nigeria (bandiera)    | A     | Kolawole Agodirin     |
| 28 | Italia (bandiera)     | C     | Ivan Bellan           |
| 29 | Italia (bandiera)     | D     | Luca Ceccarelli       |
| 30 | Italia (bandiera)     | A     | Marco Moro            |
| 31 | Italia (bandiera)     | C     | Nicola De Rossi       |
| 32 | Italia (bandiera)     | D     | Andrea Guerra         |
| 71 | Italia (bandiera)     | A     | Paolo Poggi           |
| 79 | Italia (bandiera)     | C     | Evans Soligo          |
| 99 | Portogallo (bandiera) | C     | Paulo Sérgio da Costa |

## Risultati

### Campionato

#### Girone di andata
| Arbitro: | Paparesta (Bari) |

|               |           |  |
| Cammarata 70’ | Marcatori |  |

| Arbitro: | Cruciani (Pesaro) |

|              |           |             |
| Anderson 24’ | Marcatori | 32’ Spinesi |

| Arbitro: | Dattilo (Locri) |

|            |           |                             |
| Zanini 58’ | Marcatori | 20’ (aut.) Bega 53’ Amerini |

| Arbitro: | Ayroldi (Molfetta) |

|           |           |              |
| Calori 3’ | Marcatori | 90’ M. Vieri |

| Arbitro: | Dattilo (Locri) |

|             |           |                     |
| Fantini 51’ | Marcatori | 13’ (aut.) Anderson |

| Arbitro: | Pellegrino (Barcellona Pozzo di Gotto) |

|                                             |           |              |
| Giacomazzi 6’ Chevanton 84’ Cimirotic 90+4’ | Marcatori | 44’ M. Rossi |

| Arbitro: | Brighi (Cesena) |

|  |           |              |
|  | Marcatori | 67’ D'Isanto |

| Arbitro: | Palmieri (Cosenza) |

|            |           |             |
| Guzman 43’ | Marcatori | 76’ Amerini |

| Arbitro: | Morganti (Ascoli Piceno) |

|                        |           |                |
| Fanucci 22’ Protti 39’ | Marcatori | 90+4’ M. Rossi |

| Arbitro: | Cruciani (Pesaro) |

|               |           |  |
| Maldonado 90’ | Marcatori |  |

| Arbitro: | Pieri (Genova) |

|  |           |                      |
|  | Marcatori | 49’ Brncic 71’ Poggi |

| Arbitro: | Gabriele (Frosinone) |

|               |           |                         |
| Fantini 90+4’ | Marcatori | 61’ (rig.), 63’ Schwoch |

| Arbitro: | Palanca (Roma) |

|              |           |                         |
| Alteri 90+1’ | Marcatori | 16’ Amerini 45+2’ Poggi |

| Arbitro: | Racalbuto (Gallarate) |

|  |           |                           |
|  | Marcatori | 41’ Zampagna 90’ Ametrano |

| Siena 8 dicembre 2002 15ª giornata | Siena             | 0 – 0 | Venezia | Stadio Artemio Franchi\| Arbitro: \| Saccani (Mantova) \| |
| Arbitro:                           | Saccani (Mantova) |       |         |                                                           |

| Arbitro: | De Marco (Chiavari) |

|                      |           |              |
| Budan 4’ Fantini 70’ | Marcatori | 51’ Oliveira |

| Arbitro: | Brighi (Cesena) |

|              |           |           |
| Stellone 79’ | Marcatori | 65’ Poggi |

| Arbitro: | Palmieri (Cosenza) |

|                              |           |                                             |
| Poggi 17’ (rig.), 68’ (rig.) | Marcatori | 2’ Ganz 6’ Graffiedi 69’ Perovic 88’ Tarana |

| Arbitro: | Nucini (Bergamo) |

|                                                          |           |  |
| Valtolina 21’ Pedone 60’ Volpi 79’ (rig.) Zivkovic 90+1’ | Marcatori |  |

#### Girone di ritorno
| Arbitro: | Cannella (Palermo) |

|                                                  |           |  |
| Fantini 21’ Grassadonia 22’ (aut.) Maldonado 40’ | Marcatori |  |

| Arbitro: | Rizzoli (Bologna) |

|  |           |             |
|  | Marcatori | 9’ M. Rossi |

| Arbitro: | Bertini (Arezzo) |

|                |           |  |
| M. Rossi 90+2’ | Marcatori |  |

| Arbitro: | Bolognino (Milano) |

|              |           |  |
| M. Vieri 31’ | Marcatori |  |

| Arbitro: | Treossi (Forlì) |

|                     |           |                           |
| Maldonado 3’ (aut.) | Marcatori | 55’ Anderson 78’ M. Rossi |

| Arbitro: | Dondarini (Ancona) |

|                 |           |                        |
| Fantini 8’, 45’ | Marcatori | 9’ Chevanton 28’ Konan |

| Genova 16 marzo 2003 26ª giornata | Genoa             | 0 – 0 | Venezia | Stadio Luigi Ferraris\| Arbitro: \| Cruciani (Pesaro) \| |
| Arbitro:                          | Cruciani (Pesaro) |       |         |                                                          |

| Venezia 23 marzo 2003 27ª giornata | Venezia         | 0 – 0 | Ternana | Stadio Pierluigi Penzo\| Arbitro: \| Treossi (Forlì) \| |
| Arbitro:                           | Treossi (Forlì) |       |         |                                                         |

| Arbitro: | Cannella (Palermo) |

|             |           |                  |
| Firmani 11’ | Marcatori | 24’ Danilevicius |

| Arbitro: | Rodomonti (Teramo) |

|           |           |             |
| Fusco 52’ | Marcatori | 90+4’ Poggi |

| Arbitro: | Cruciani (Pesaro) |

|  |           |                                   |
|  | Marcatori | 4’ (rig.) Codrea 78’ La Grottería |

| Arbitro: | Tombolini (Ancona) |

|                                  |           |             |
| Schwoch 41’ (rig.) Zanchetta 59’ | Marcatori | 10’ Fantini |

| Arbitro: | Nucini (Bergamo) |

|  |           |                                |
|  | Marcatori | 37’ Oshadogan 57’ Gia. Tedesco |

| Arbitro: | Gabriele (Frosinone) |

|                  |           |              |
| Sullo 19’ (rig.) | Marcatori | 14’ M. Rossi |

| Arbitro: | Brighi (Cesena) |

|              |           |                                           |
| M. Rossi 68’ | Marcatori | 3’ (rig.) Pinga 51’ Tiribocchi 62’ Taddei |

| Arbitro: | Ayroldi (Molfetta) |

|                          |           |  |
| Oliveira 36’ (rig.), 47’ | Marcatori |  |

| Arbitro: | Collina (Viareggio) |

|                                |           |                    |
| Poggi 17’ (rig.) Maldonado 55’ | Marcatori | 34’ (rig.) Dionigi |

| Arbitro: | Paparesta (Bari) |

|                    |           |                    |
| Perovic 41’, 90+4’ | Marcatori | 82’ (rig.) Fantini |

| Arbitro: | Rodomonti (Teramo) |

|                                        |           |            |
| Soligo 14’ Marcon 50’ Poggi 69’ (rig.) | Marcatori | 89’ Rabito |

### Coppa Italia

#### Girone 2
| Arbitro: | Bergonzi (Genova) |

|                           |           |              |
| Araboni 9’ Salandra 90+3’ | Marcatori | 31’ Ginestra |

| Arbitro: | Dondarini (Finale Emilia) |

|                          |           |          |
| Ginestra 60’, 80’ (rig.) | Marcatori | 27’ Coti |

| Arbitro: | Castellani (Verona) |

|             |           |                               |
| Bertani 45’ | Marcatori | 69’ Zanchetta 86’ M. Veronese |